# Der Papa wird’s schon richten (Peter-Alexander-Lied)
Der Papa wird’s schon richten ist ein von Bernd Meinunger und Ralph Siegel geschriebener Schlager aus dem Jahr 1981, den der Schlagersänger Peter Alexander 1981 sang. Die Single war der letzte Top-10-Hit des Sängers in den deutschen Singlecharts und sie stieg dort bis auf Platz drei. Als Reaktion auf das Lied erschien 1982 Die Mama wird’s schon richten der Sängerin Johanna von Koczian.

## Hintergrund und Veröffentlichung
Der Papa wird’s schon richten wurde von Bernd Meinunger und Ralph Siegel geschrieben und von Peter Alexander gesungen. Die Single erschien 1981 bei Ariola, auf der B-Seite befand sich das Lied Und jeden Samstag Liebe. Im gleichen Jahr erschien sein Album Für dich, auf dem das Lied ebenfalls erhalten war.

## Text und Musik
Bei dem Lied handelt es sich um einen Schlager im 4/4-Takt. Begleitet wird der Gesang von Peter Alexander durch ein Blasmusikorchester, das auch das kurze Intro spielt. Punktuell wird er von weiteren Sängern unterstützt, etwa beim „Papa vor“ in der ersten Strophe sowie beim Refrain. Vor allem beim Refrain nach der vierten Strophe treten die Hintergrundsänger in den Vordergrund und die Singstimme von Peter Alexander wird zurückgenommen.
Der Text behandelt mehrere familiäre Missgeschicke, bei denen der Papa am Ende die Situation retten muss. In der ersten Strophe werden der Papa und seine Rolle vorgestellt, eingeleitet durch „Das hier ist die Geschichte, von einem braven Mann, wann immer Not am Mann ist, na da muss der Arme ran“. Es folgen zwei Strophen, die jeweils eine dieser Situationen ausführlich darstellen. So trifft in der zweiten Strophe der Sohn versehentlich „die Polizei“ mit einer Steinschleuder, in der dritten Strophe hat die Tochter das Auto des Vaters vor einen Baum gesetzt. Die vierte Strophe reiht in mehreren Beispielen weitere dieser Situationen auf, die die gesamte Familie betreffen.

„Der Opa, der ist grad verliebt, die Braut ist zwanzig Jahr

Die Tochter, die kriegt bald ein Kind, und weiß nicht, wer es war

Der Sohn, der bringt sein Zeugnis heim, die beste Note: vier

Der Mama brennt das Essen an, und sie ratscht an der Tür“

Zwischen den Strophen kommt jeweils der Refrain des Liedes:

„Der Papa wird's schon richten, der Papa macht's schon gut

Der Papa, der macht alles, was sonst keiner gerne tut

Der Papa wird's schon richten, wir haben ja zum Glück

Den guten alten Papa, unser bestes Stück“

## Chartplatzierung
Der Papa wird’s schon richten stieg am 30. November 1981 auf Platz 72 in die deutschen Singlecharts ein und hielt sich dort insgesamt 18 Wochen. Innerhalb der ersten vier Wochen stieg die Single bis zum 21. Dezember auf Platz drei, wo sie eine Woche blieb. Insgesamt verblieb sie fünf Wochen in den Top 10, bevor sie im Januar 1982 wieder abstieg. Zuletzt war es in der Chartausgabe vom 29. März 1982 auf Platz 71 vertreten. In Österreich und der Schweiz konnte sich das Lied dagegen nicht platzieren.
Peter Alexander hatte in seiner Karriere seit den 1950er Jahren zahlreiche Hits, die sich in den deutschen Charts platzieren konnten, mehr als 20 Titel erreichten dabei die Top 10 der deutschen Singlecharts. Der Papa wird’s schon richten war die letzte Single des Sängers in den Top 10 und sein größter Erfolg nach Die kleine Kneipe aus dem Jahr 1976, die Platz zwei erreichte. Auch die Komponisten und Texter Bernd Meinunger und Ralph Siegel konnten zahlreiche Charterfolge erzielen und gehörten zum Zeitpunkt des Erscheinens zu den erfolgreichsten Komponisten Deutschlands.

## Coverversionen
Das Lied wurde nur vereinzelt von verschiedenen Schlagersängern gecovert. 1982 veröffentlichte die Sängerin Johanna von Koczian, die vor allem bekannt wurde mit dem Titel Das bißchen Haushalt … sagt mein Mann, eine Version mit dem Titel Die Mama wird’s schon richten. Unter dem gleichen Titel sangen Andy Borg und Stefanie Hertel 2015 eine Version in Hertels Fernsehshow Die große Show zum Muttertag. Ralph Siegel widmete Peter Alexander 2001 eine Hommage mit dem Titel Der Peter wird’s schon richten Peter Alexanders Album Das Große Jubiläumsalbum. Zu den weiteren Interpreten, die das Lied in einer Coverversion veröffentlichten, gehören etwa das Orchester Udo Reichel (1982), Roland Neudert (1982), Die Stoakogler (2003) sowie Florian Silbereisen & Die Volksmusikspatzen.u. a.

## Belege
1. ↑  
Peter Alexander – Der Papa wird’s schon richten bei Discogs; abgerufen am 22. Mai 2022.
2. ↑  
Peter Alexander – Für dich bei Discogs; abgerufen am 22. Mai 2022.
3. ↑  Peter Alexander – Der Papa wird’s schon richten auf notendownload.com, abgerufen am 22. Mai 2022.
4. 1 2 3  Der Papa wird’s schon richten Songtext von Peter Alexander auf songtexte.com, abgerufen am 22. Mai 2022.
5. 1 2 3  Peter Alexander – Der Papa wird’s schon richten auf chartsurfer.de; abgerufen am 22. Mai 2022.
6. 1 2  
Peter Alexander – Der Papa wird’s schon richten. In: offiziellecharts.de. Abgerufen am 22. Mai 2022.
7. 1 2  Peter Alexander – Der Papa wird’s schon richten auf cover.info, abgerufen am 22. Mai 2022.
8. ↑  
Johanna von Koczian – Die Mama wird’s schon richten bei Discogs; abgerufen am 22. Mai 2022.
9. ↑  Christine Kröning: Die Große Show zum Muttertag präsentiert Stefanie Hertel auf schlager.de, 8. Mai 2015; abgerufen am 22. Mai 2022.
10. ↑  
Peter Alexander – Das Große Jubiläumsalbum bei Discogs; abgerufen am 22. Mai 2022.
11. ↑  
Peter Alexander – Der Papa wird’s schon richten. In: hitparade.ch. Abgerufen am 22. Mai 2022.